# Vreni Schawalder
Vreni Schawalder, geborene Linder (* 3. Februar 1946, Heimatort Widnau, Kanton St. Gallen) ist eine Schweizer Politikerin (SP) und war ab 1996 die erste Regierungsrätin des Kantons Thurgau.

## Leben
Vreni Schawalder ist dreifache Mutter und verheiratet mit dem Primarlehrer Walter Schawalder, sie selbst war ebenfalls Primarlehrerin in Romanshorn. Ihr Vater war Kantonsrat der FDP. Ihren Staatskunde-Unterricht hatte sie bei Regierungsrat Hermann Lei und Nationalrat Ernst Mühlemann. Ehrenamtlich aktiv war sie u. a. in der Bildungsstätte Sommeri für Behinderte, der Vereinigung der Eltern und Freunde geistig Behinderter sowie in der Genossenschaft Alterssiedlung und Altersheim Romanshorn. 1993 wurde sie Präsidentin des Regionalkomitees Bodensee/Rhein von GGS Gemeinden Gemeinsam Schweiz, die 1992 angesichts des Bürgerkriegs in Ex-Jugoslawien ins Leben gerufen wurden, und unterstützte mit diesem die Stadt Sombor in der Vojvodina.
Bekannt ist sie ausserdem als Autorin, aber ebenso für das lange Jahre von ihr gestaltete Kreuzworträtsel Kreuzverquer in der Sonntagsausgabe der Neuen Zürcher Zeitung.

## Politik
Die Romanshorner Sozialdemokratin, seit 1988 Mitglied des kantonalen Parlaments und seit 1991 Gemeinderätin in Romanshorn, wurde am 25. Mai 1994 zur Präsidentin des Thurgauer Grossen Rates gewählt, nachdem dieses Amt zuvor erst einmal von einer Frau bekleidet worden war, nämlich von der Freisinnigen Brigit Hänzi. Am 10. März 1996 schaffte Schawalder die Wahl in den Regierungsrat des Kantons Thurgau. Es war der dritte Anlauf im Thurgau, eine Frau in die Regierung zu wählen: 1986 versuchte es die FDP mit Brigit Hänzi, verlor aber ihren zweiten Sitz an die SVP. 1994 unterlag die Kandidatin der EVP Odette Butz im zweiten Wahlgang dem offiziellen SVP-Bewerber Roland Eberle. Schawalder führte das Erziehungsdepartement. Sie trat am 7. Januar 2000, vor Ablauf ihrer ersten Amtszeit, aus Gesundheitsgründen zurück.

## Publikationen (Auswahl)
- mit Daniel Leiser: So funktioniert unser Verein. 232 Seiten, 4. Auflage, November 2013, ISBN 978-3-85569-775-5.